# خوان بلانكو دي باث
خوان بلانكو دي باث (بالإسبانية: Juan Blanco de Paz)‏ راهب من الرهبنة الدومينيكانية عاش في العصر الذهبي الإسباني. وقيل أنه ربما ولد في 1538 في مونتيمولاين، وقد تم القبض عليه في الجزائر في الفترة من عام 1577 حتى عام 1592، وقد أودع السجن مع الكاتب ميغيل دي ثيربانتس الذي أصبح زميله في الزنزانة.
درس في دير سان استبان دي سالامنكا. وقيل أنه كان يحصل على عمولة من محاكم التفتيش في يرينا في 1576. وفي أثناء عودته من روما في 7 أغسطس عام 1577، تم اعتقاله من قبل القراصنة البربر وجُلب إلى الجزائر حيث التقى ثيربانتس وأقام علاقة صداقة معه. وجاءت شهرة خوان بلانكو من كونه هو الشخص الذي كتب المعلومات عن ثيربانتس في 1580 بعد إطلاق سراحه، وكان قد أعطى خلال كتاباته شهادات مختلفة عكست سوء العلاقات بين بلانكو وثيربانتس. ونسب له كل من ثيان بيرموديث ودياث دي بينخوميا مسئولية ما كتبه ألونسو فرنانديث دي أبيليانيدا وانتحاله لدور المؤلف للجزء الثاني من رواية دون كيخوطي دي لا مانتشا، والذي يحمل عنوان العبقري الفارس دون كيخوطي دي لا مانتشا، وقام بنشره في طراغونة عام 1614؛ ومن أشهر مواقفه مع ثيربانتي أنه في أثناء محاولة الأخير، الذي كان أسيرًا في الجزائر، الهرب بفضل كمية النقود التي حصل عليها من تاجر بلنسي كان موجودًا بالعاصمة وقتها. كان ثيربانتس قد استطاع أن يحصل على فرقاطة قادرة على نقل ستين أسيرًا مسيحيًا. وعندما أوشكت الأمور على التسوية، وشى به الطبيب خوان بلانكو دي باث
من المرافقين له فاضحًا أمره لحسن باشا، الحاكم العثماني في الجزائر. وبدوره كافأه حسن باشا بإعطاه درعًا ووعاءً من الزبدة. وقام حسن باشا ثبنقل يربانتس إلى سجنًا أكثر أمنًا داخل قصره. وبعدها قرر أن يأخذه إلى القسطنطينية، حيث تستحيل محاولة الهرب.